# Heimatmuseum Wandsbek

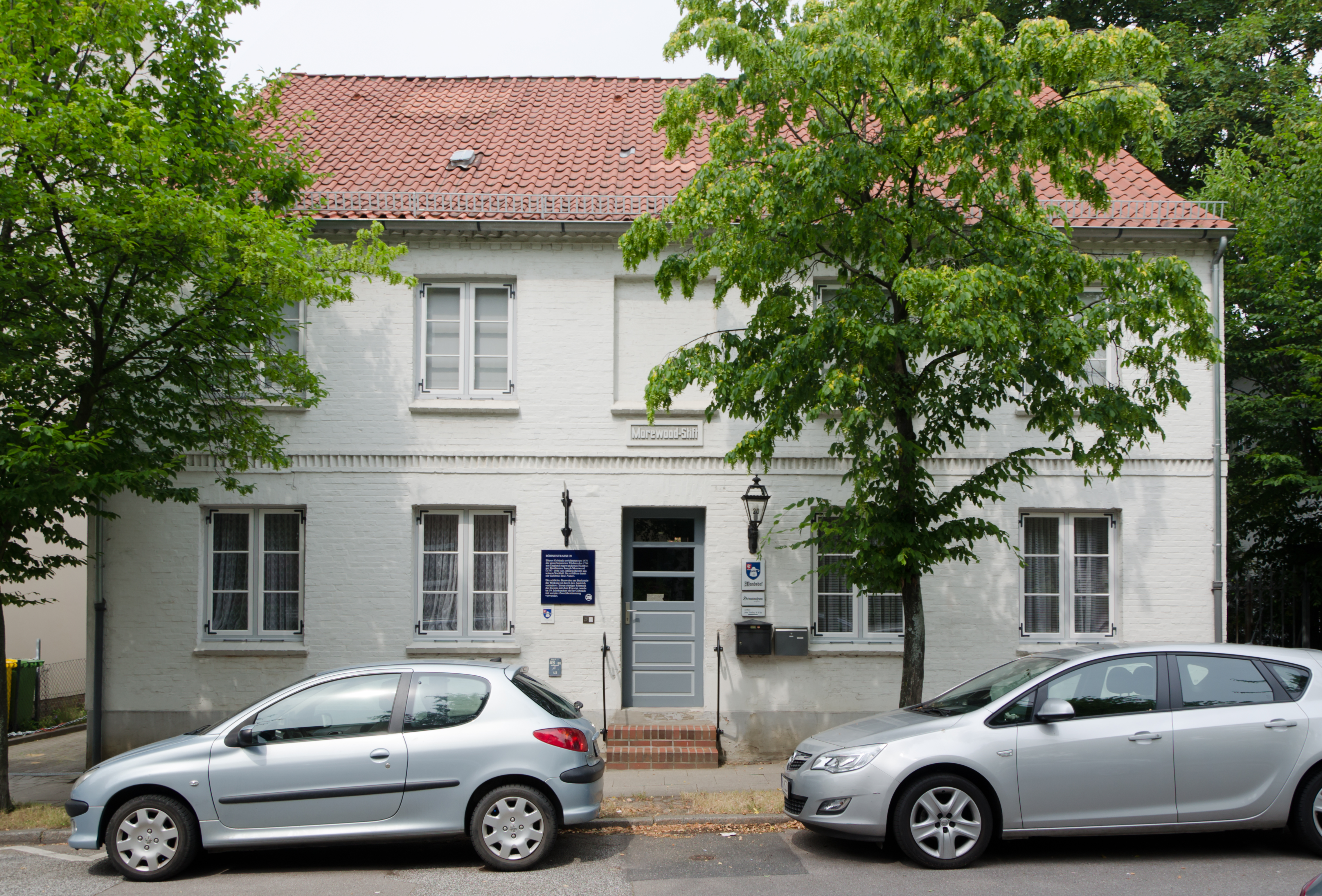
Das Heimatmuseum Wandsbek in der Böhmestraße 20

Das Heimatmuseum Wandsbek dokumentiert die Geschichte der ehemaligen Stadt Wandsbek, die seit 1937 zur Freien und Hansestadt Hamburg gehört. Träger des Heimatmuseums ist der Bürgerverein Wandsbek von 1848 e.V.

## Gebäude
Bis 1937 befand sich das Heimatmuseum im Bovehaus. Später wurde es noch einmal verlagert: in die Villa der Familie Luetkens im Eichtalpark, wo Gebäude und Archivbestand im Zweiten Weltkrieg einem Bombenangriff zum Opfer fielen und fast vollständig verlorengingen. Seit Juli 1979 ist das Heimatmuseum im sogenannten Morewood-Stift untergebracht, einem Gebäude aus dem 19. Jahrhundert. Das Gebäude ließen die Töchter des Hamburger Kaufmanns Joseph Morewood um 1870 errichten. Ursprünglich diente es als Altenwohnstift. Anfang der 1990er Jahre übernahm der Bürgerverein Wandsbek von 1848 e.V. das Gebäude gemeinsam mit dem Heimatring Wandsbek e.V. und richtete in diesem auch das Museum ein. Das Gebäude steht in der Böhmestraße 20. Die Straße trug bis 1950 den Namen Stiftstraße.

## Sammlung
Die Geschichte Wandsbeks veranschaulicht das Heimatmuseum mithilfe von Karten, Fotografien und Ausstellungsstücken. Eingegangen wird im Heimatmuseum auf Heinrich Carl von Schimmelmann, Joseph Morewood und das Wandsbeker Schloss sowie Matthias Claudius und die Zeitung Der Wandsbecker Bothe. Auch die Geschichte der Wandsbeker Husaren kann im Museum nachvollzogen werden.

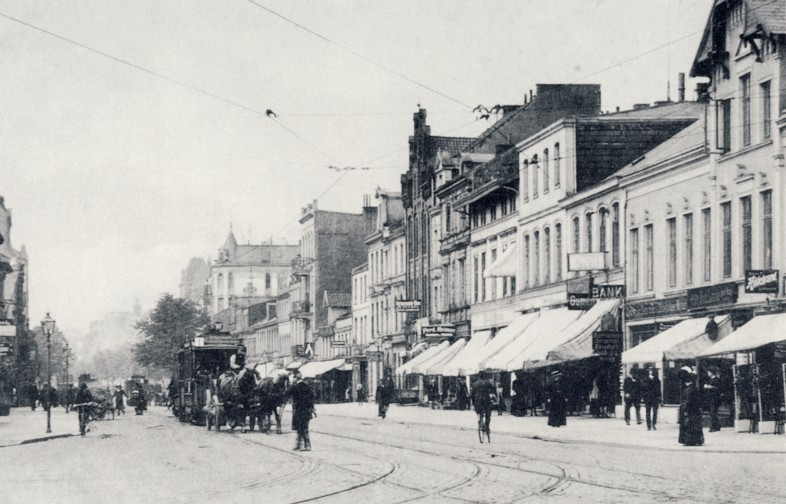
Im Heimatmuseum aufbewahrte Fotografie von der Wandsbeker Marktstraße im Jahr 1880.
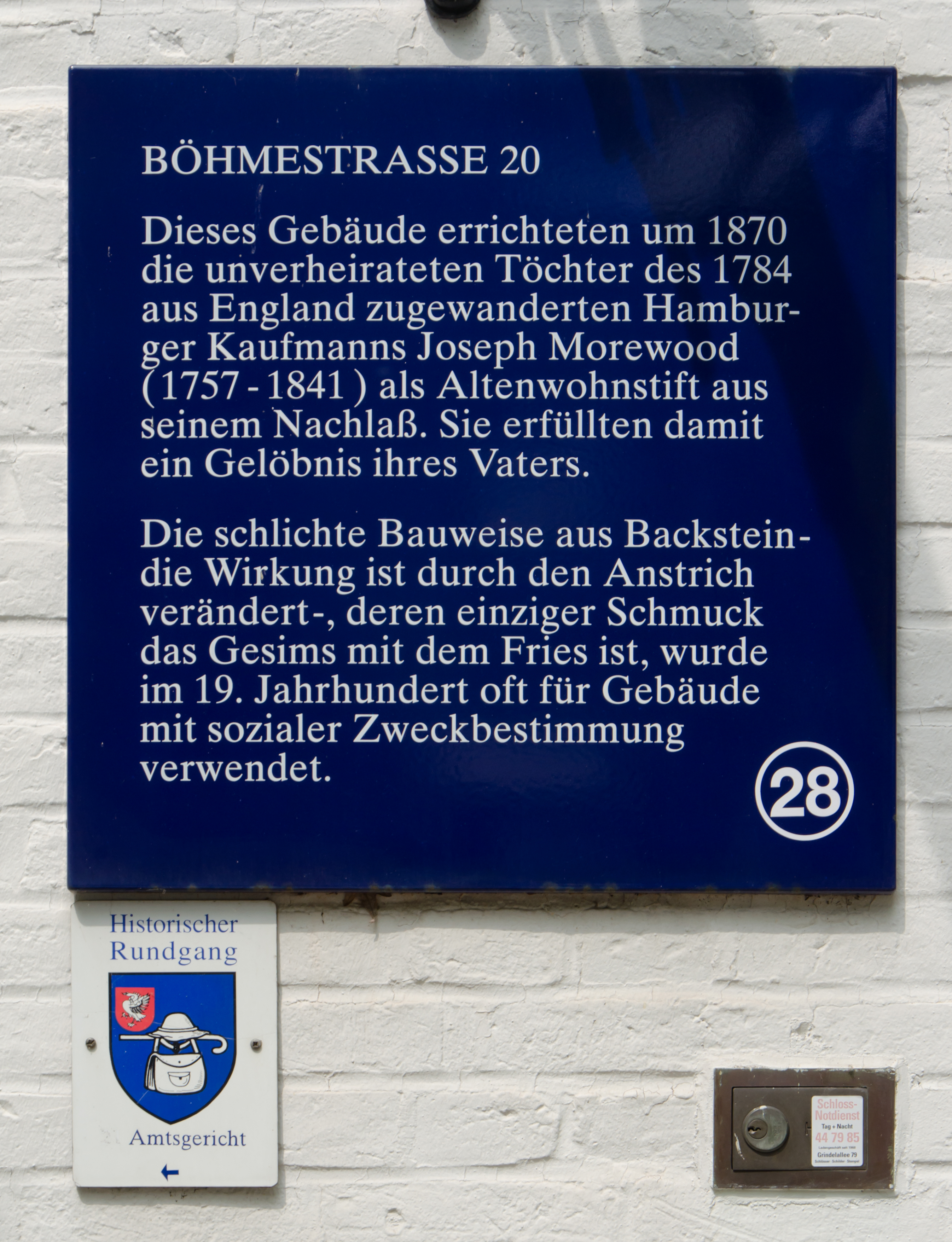
Hinweistafel am Haus Böhmestraße 20.
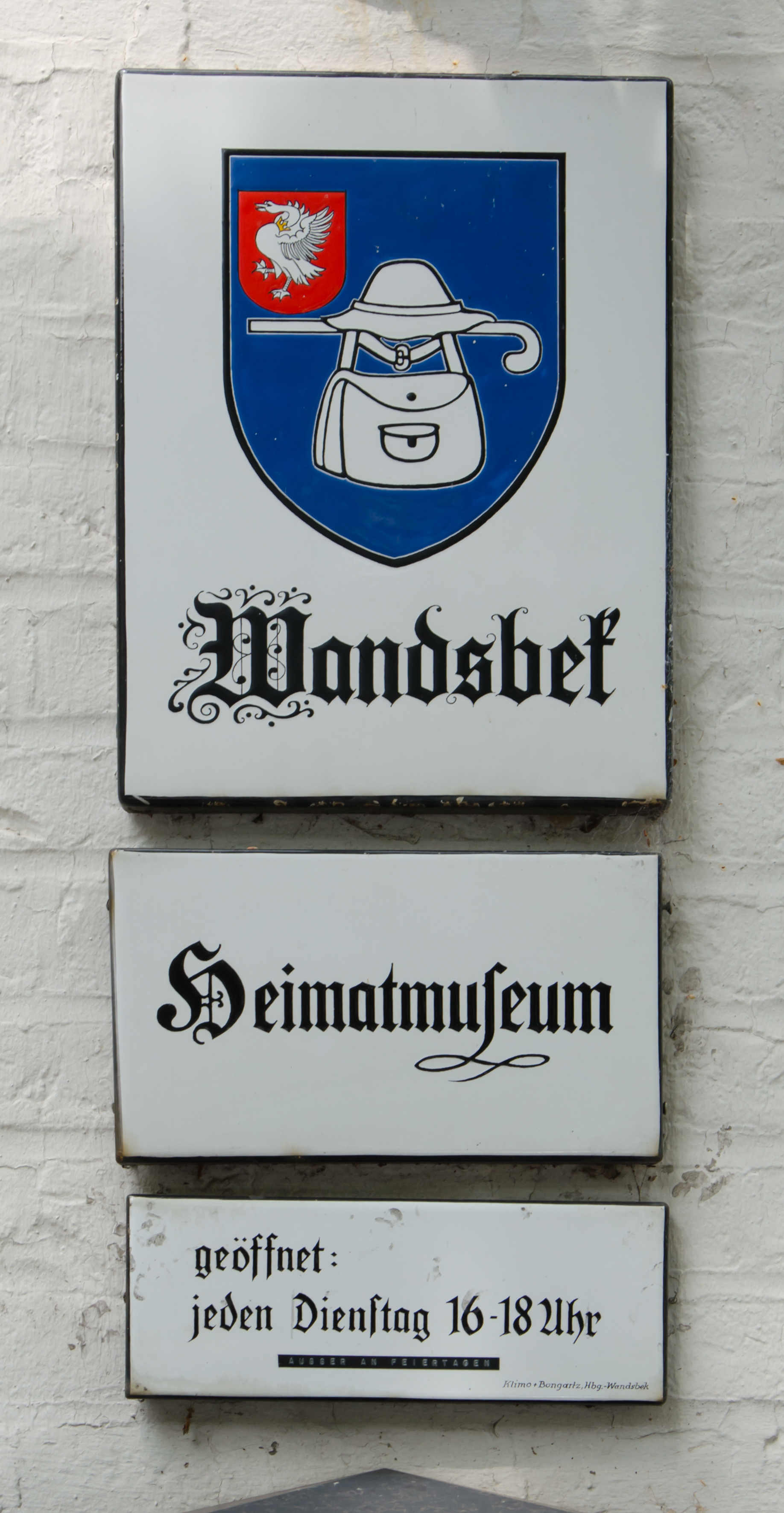
Das Heimatmuseum Wandsbek, Öffnungszeiten.
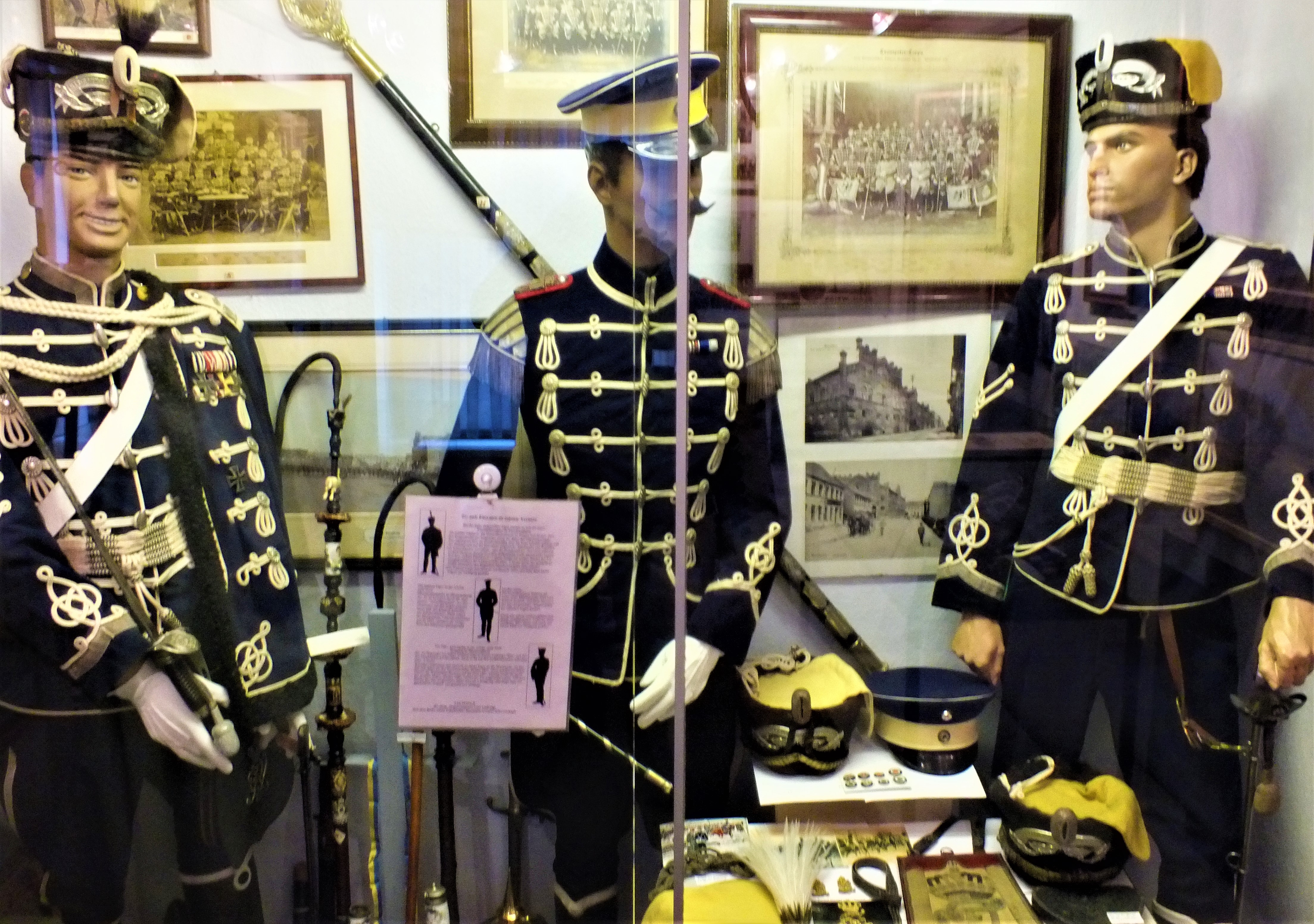
Wandsbeker Husaren in der Ausstellung im Heimatmuseum.